# Хагенов
Хагенов (њем. Hagenow) град је у њемачкој савезној држави Мекленбург-Западна Померанија. Једно је од 89 општинских средишта округа Лудвигслуст-Пархим. Према процјени из 2012. у граду је живјело 11.324 становника. Посједује регионалну шифру (AGS) 13054043.

## Географски и демографски подаци
Хагенов се налази у савезној држави Мекленбург-Западна Померанија у округу Лудвигслуст-Пархим. Град се налази на надморској висини од 25 метара. Површина општине износи 67,5 km². У самом граду је, према процјени из 2012. године, живјело 11.324 становника. Просјечна густина становништва износи 177 становника/km².

## Међународна сарадња
| Мјесто | Држава  | Врста сарадње | Од    |
| ------ | ------- | ------------- | ----- |
|        | САД     | пријатељство  | 2008. |
| Сефле  | Шведска | партнерство   | 2007. |
| Извор  |         |               |       |